# Syneches jamaicensis
Syneches jamaicensis är en tvåvingeart som beskrevs av Wilder 1974. Syneches jamaicensis ingår i släktet Syneches och familjen puckeldansflugor.
Artens utbredningsområde är Jamaica. Inga underarter finns listade i Catalogue of Life.